# Claudio Zulianello
Claudio F. Zulianello (* 29. Mai 1965) ist ein ehemaliger argentinischer Volleyballspieler.
Zulianello nahm an den Olympischen Spielen 1988 in Seoul teil und gewann mit der argentinischen Nationalmannschaft die Bronzemedaille. Nach den Olympischen Spielen ging er nach Italien und spielte in der Saison 1988/89 bei Elios Messaggerie Catania. In der folgenden Saison spielte der Mittelblocker bei Sarplast Livorno. Bei der Weltmeisterschaft 1990 in Brasilien wurde Zulianello Sechster.